# La Ville-aux-Bois-lès-Dizy
La Ville-aux-Bois-lès-Dizy är en kommun i departementet Aisne i regionen Hauts-de-France i norra Frankrike. Kommunen ligger  i kantonen Rozoy-sur-Serre som ligger i arrondissementet Laon. År 2022 hade La Ville-aux-Bois-lès-Dizy 203 invånare.

## Befolkningsutveckling
Antalet invånare i kommunen La Ville-aux-Bois-lès-Dizy
Referens: INSEE